# Liste von Persönlichkeiten der Stadt Pensa
Die Liste von Persönlichkeiten der Stadt Pensa enthält die in der russischen Stadt Pensa geborene und verstorbene Persönlichkeiten sowie solche, die in Pensa gewirkt haben, dabei jedoch andernorts geboren wurden. Die Liste erhebt keinen Anspruch auf Vollständigkeit.

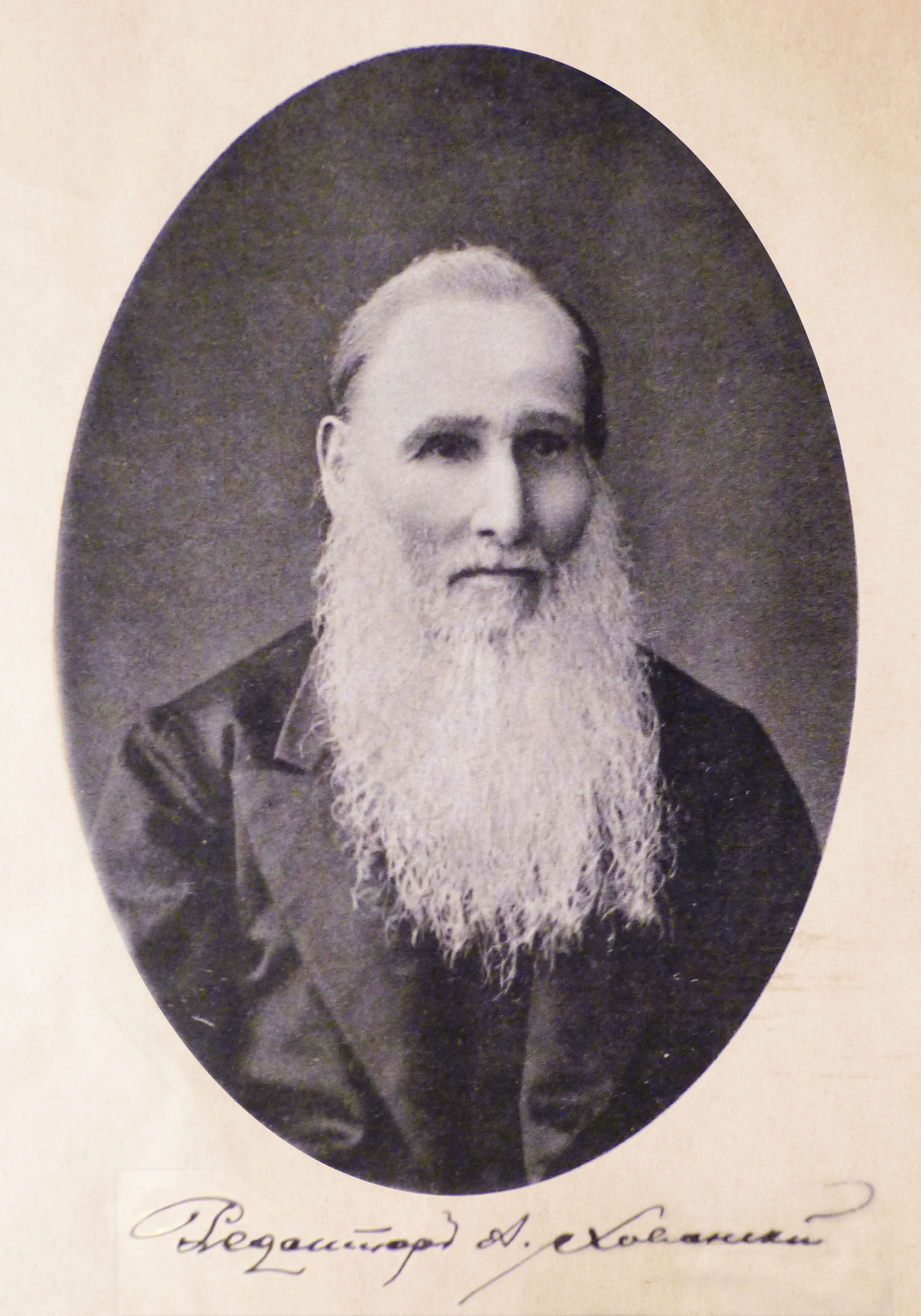
Alexei Chowanski
(1814–1899)

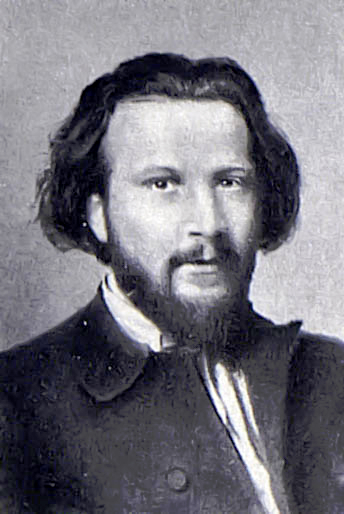
Nikolai Awksentjew
(1878–1943)

Wsewolod Pudowkin
(1893–1953)

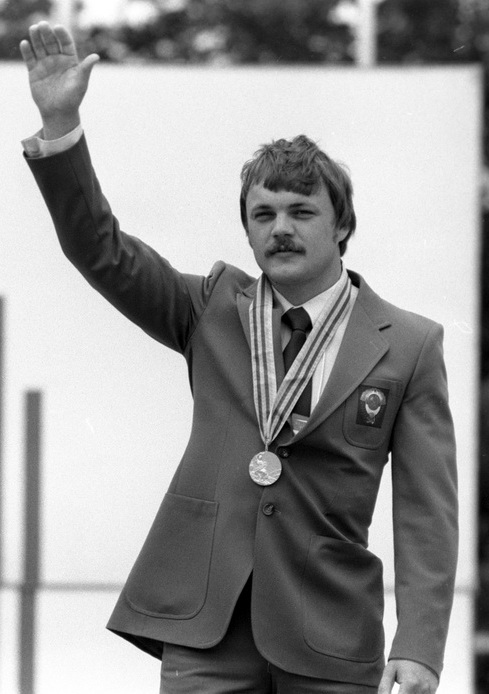
Alexander Melentjew
(1954–2015)

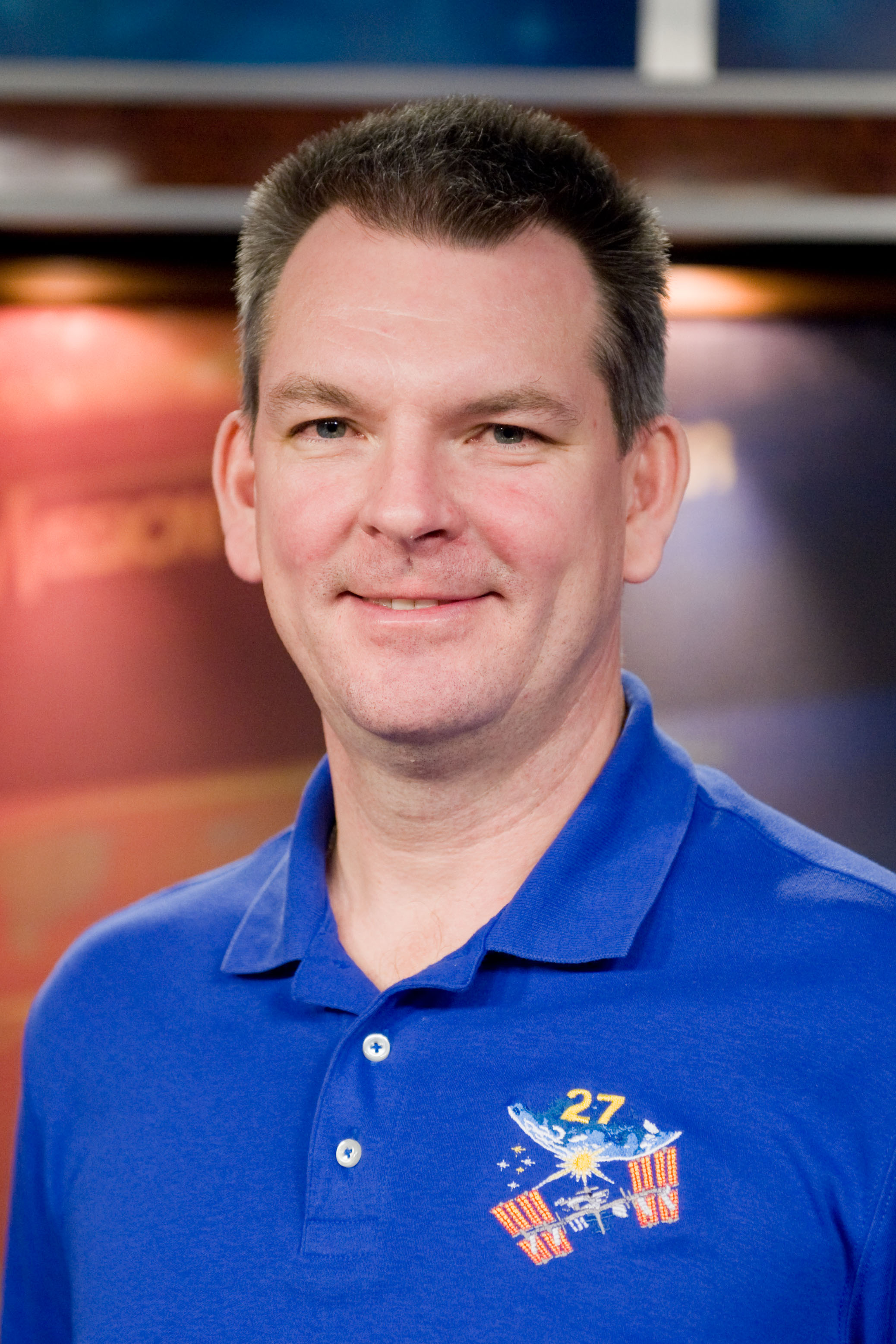
Alexander Samokutjajew
(* 1970)

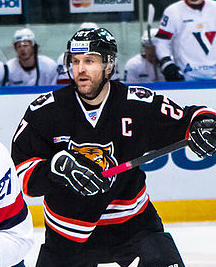
Witali Atjuschow
(* 1979)

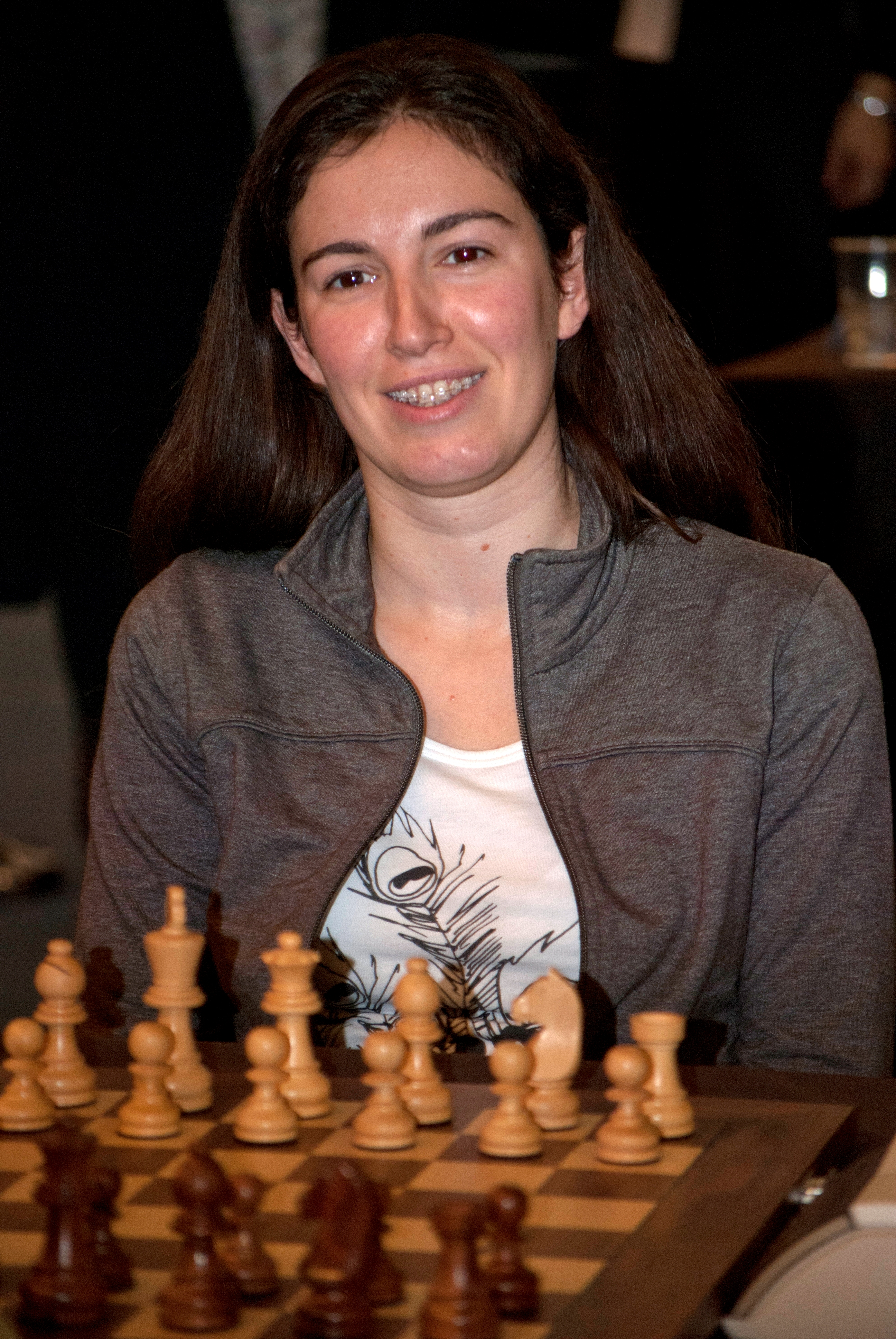
Jelena Dembo
(* 1983)

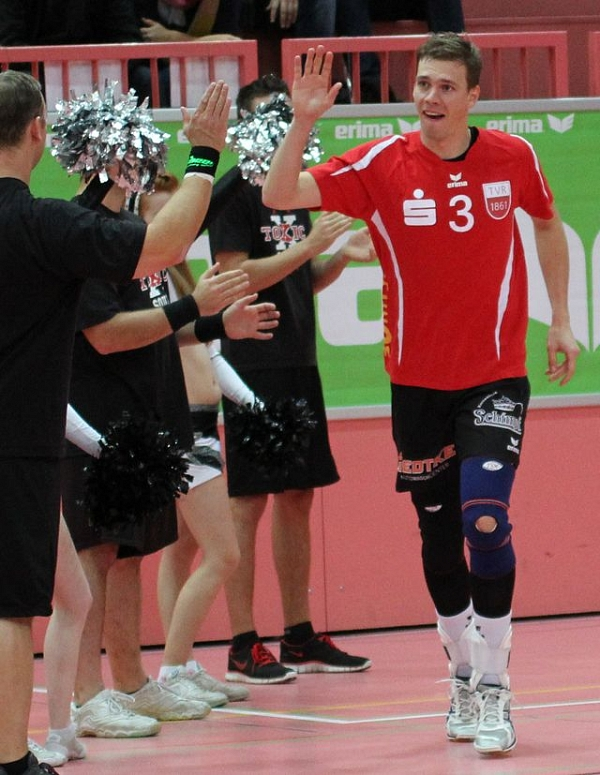
Michael Neumeister
(* 1985)

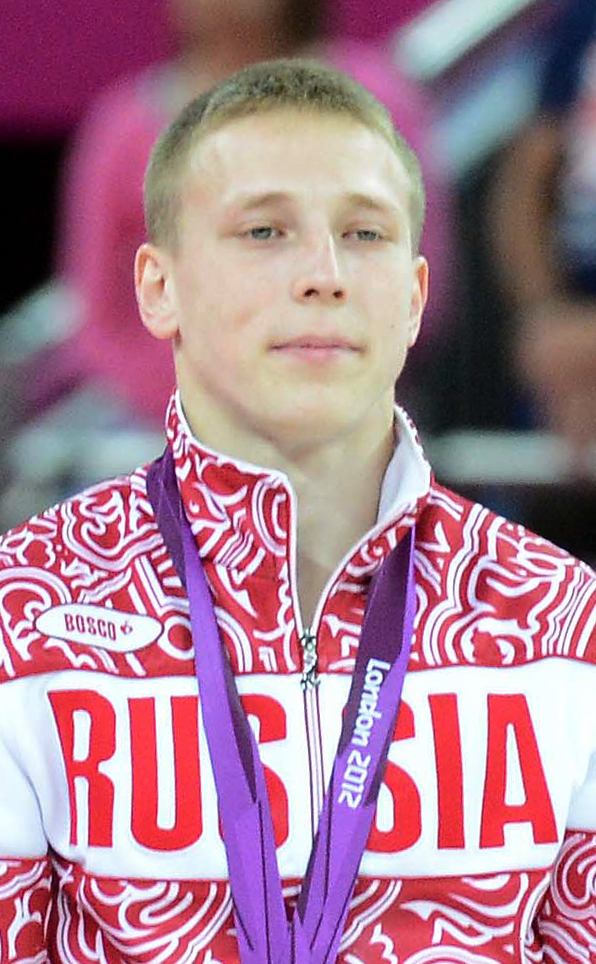
Denis Abljasin
(* 1992)

## Söhne und Töchter der Stadt Pensa
Folgende Persönlichkeiten sind in Pensa geboren. Die Auflistung erfolgt chronologisch nach Geburtsjahr.

### 19. Jahrhundert
- Alexei Chowanski (1814–1899), Verleger
- Nikolai Ilminski (1822–1892), Professor für Turksprachen
- Hermann Stillmark (1860–1923), Pharmakologe
- Wsewolod Meyerhold (1874–1940), Regisseur und Schauspieler
- Nikolai Awksentjew (1878–1943), Sozialrevolutionär und Politiker
- Pjotr Arschinow (1887–1938), Beteiligter der Machnowschtschina
- Iwan Mosschuchin (1889–1939), Stummfilmschauspieler
- Nadeschda Ladygina-Kohts (1889–1963), Psychologin und Verhaltensforscherin
- Wsewolod Pudowkin (1893–1953), Filmemacher und Filmtheoretiker
- Wladimir Sasubrin (1895–1937), Schriftsteller
- Sinaida Iwanowa (1897–1979), Bildhauerin und Hochschullehrerin
- Alexander Medwedkin (1900–1989), Filmregisseur der russischen Avantgarde

### 20. Jahrhundert

#### 1901–1950
- Irina Meyerhold (1905–1981), Schauspielerin, Schauspiellehrerin und Theaterdirektorin
- Konstantin Badigin (1910–1984), Seeoffizier, Polarforscher und Schriftsteller
- Anna Andrejewa (1915–1997), Kugelstoßerin und Europameisterin
- Wladimir Magnizki (1915–2005), Geodät und Geophysiker
- Emanuel Gil-Av (1916–1996), israelischer Chemiker
- Pjotr Dolgow (1920–1962), Raumfahrtpionier, Fallschirmspringer, Held der Sowjetunion
- Boris Kadomzew (1928–1998), Physiker
- Larissa Kronberg (1929–2017), Schauspielerin und Agentin des KGB
- Juri Popow (* 1929), Physiker und Hochschullehrer
- Wladimir Grebennikow (1932–1992), Eishockeyspieler
- Juri Moissejew (1940–2005), Eishockeyspieler
- Jewgeni Nikischin (1945–1986), Mathematiker

#### 1951–1980
- Alexander Golikow (* 1952), Eishockeyspieler
- Wladimir Golikow (* 1954), Eishockeyspieler
- Alexander Melentjew (1954–2015), Sportschütze und Olympiasieger
- Wassili Perwuchin (* 1956), Eishockeyspieler
- Juri Schundrow (1956–2018), russisch-ukrainischer Eishockeytorwart und Trainer
- Alexander Koschewnikow (* 1958), Eishockeyspieler
- Alexander Gerassimow (1959–2020), Eishockeyspieler und Olympiasieger
- Irina Kalinina (* 1959), Wasserspringerin und Olympiasiegerin
- Michail Nogin (* 1959), Bildhauer
- Sergei Swetlow (* 1961), Eishockeyspieler
- Sergei Jaschin (1962–2022), Eishockeytrainer und ein russischer Eishockeynationalspieler
- Alexei Wdowin (1963–2022), Wasserballspieler[1]
- Alexander Samokutjajew (* 1970), Kosmonaut
- Jan Kaminski (* 1971), Eishockeyspieler
- Wladislaw Buljin (* 1972), Eishockeyspieler
- Dmitri Kadenkow (* 1972), Politiker
- Julija Pachalina (* 1977), Wasserspringerin
- Juri Babenko (* 1978), Eishockeyspieler
- Witali Atjuschow (* 1979), Eishockeyspieler
- Juri Dobryschkin (* 1979), Eishockeyspieler
- Alexei Kossourow (* 1979), Eishockeyspieler
- Igor Lukaschin (* 1979), Wasserspringer
- Pawel Wolja (* 1979), Stand-up-Comedian, Fernseh- und Radiomoderator, Schauspieler
- Dmitri Altarjow (* 1980), Eishockeyspieler
- Jewgenija Botschkarjowa (* 1980), rhythmische Sportgymnastin und olympische Bronzemedaillengewinnerin 1996

#### 1981–2000
- Andrei Kusmin (* 1981), Eishockeyspieler
- Sjarhej Kutschmassou (* 1981), belarussischer Wasserspringer
- Wiktor Burajew (* 1982), Geher
- Dmitri Kokarew (* 1982), Schachgroßmeister
- Alexei Medwedew (* 1982), Eishockeyspieler
- Stanislaw Schmakin (* 1982), Eishockeyspieler
- Jelena Dembo (* 1983), Schachspielerin und -trainerin
- Sergei Agejew (* 1984), Eishockeytorwart
- Olesja Belugina (* 1984), Turnerin und Olympiasiegerin
- Natalja Lawrowa (1984–2010), rhythmische Sportgymnastin und zweifache Olympiasiegerin
- Jewgeni Popow (* 1984), Radrennfahrer
- Michael Neumeister (* 1985), deutscher Volleyballspieler
- Olga Koslowa (* 1986), klassische Pianistin
- Nadeschda Baschina (* 1987), Wasserspringerin
- Nikita Bazev (* 1987), Tänzer und Psychologe
- Vladimir Galchenko (* 1987), Jongleur
- Jekaterina Lissina (* 1987), Basketballspielerin und olympische Bronzemedaillengewinnerin 2008[2]
- Oleg Wikulow (* 1987), Wasserspringer
- Roman Ljudutschin (* 1988), Eishockeyspieler
- Stanislaw Wolkow (* 1988), Bahn- und Straßenradrennfahrer
- Sergei Andronow (* 1989), Eishockeyspieler
- Olga Galchenko (* 1990), Jongleurin
- Denis Abljasin (* 1992), Geräteturner
- Anton Slepyschew (* 1994), Eishockeyspieler
- Denis Airapetjan (* 1997), Shorttracker
- Bogdan Bobrow (* 1997), Tennisspieler
- Maria Astaschkina (* 1999), Schwimmerin[3][4]

## Personen mit Beziehung zu Pensa
- Franz Anton Egetmeyer (1760–1818), Schneider in Pensa aus Bretten in Deutschland, versorgte dort 1812 aufopfernd kriegsgefangene napoleonische Soldaten.
- Aristarch Lentulow (1882–1943), Maler, Bühnenbildner und Pädagoge; studierte Malerei an der Kunsthochschule in Pensa (1898–1900 und 1905–1906)
- Andreï Makine (* 1957), französischer Schriftsteller; wuchs in Pensa auf

## Ehrenbürger von Pensa

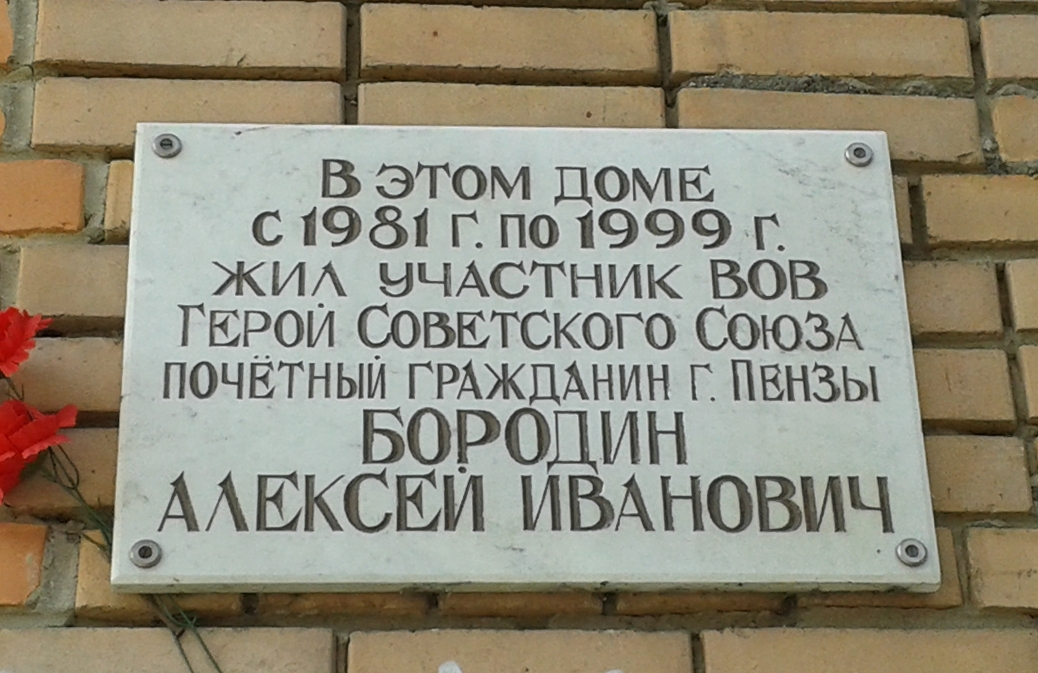
Gedenktafel für Alexei Borodin in Pensa

- Alexei Borodin (1917–1999), Offizier, Held der Sowjetunion[5]
- Oktjabr Grischin (1927–1981), Komponist[6][7][8]
- Roman Poprjaduchin (1928–2014), leitender Architekt Pensas von 1962 bis 1987[6][7]
- Alexander Samokutjajew (* 1970), Kosmonaut[6][7][9]

## In Pensa verstorbene Persönlichkeiten
- Alexander Kelner (1834–1891), Generalleutnant[10][11]
- Konstantin Sawizki (1844–1905), Maler
- Wiktor Sergejewitsch Sikejew (1921–1987), Generalmajor[12]
- Wassili Botschkarjow (1949–2016), Politiker[13]
- Sergei Filippenkow (1971–2015), Fußballspieler[14][15]